# Terț-butanol
Terț-butanolul (numit și alcool terț-butilic sau 2-metil-2-propanol) este cel mai simplu alcool terțiar. Este unul dintre cei patru izomeri ai butanolului. Este un lichid clar (sau un solid incolor, depinzând de temperatură) cu un miros asemănător camforului. Poate reacționa cu sodiul metalic în amoniac lichid.